# Alte Dorfstraße 10, 18, 21

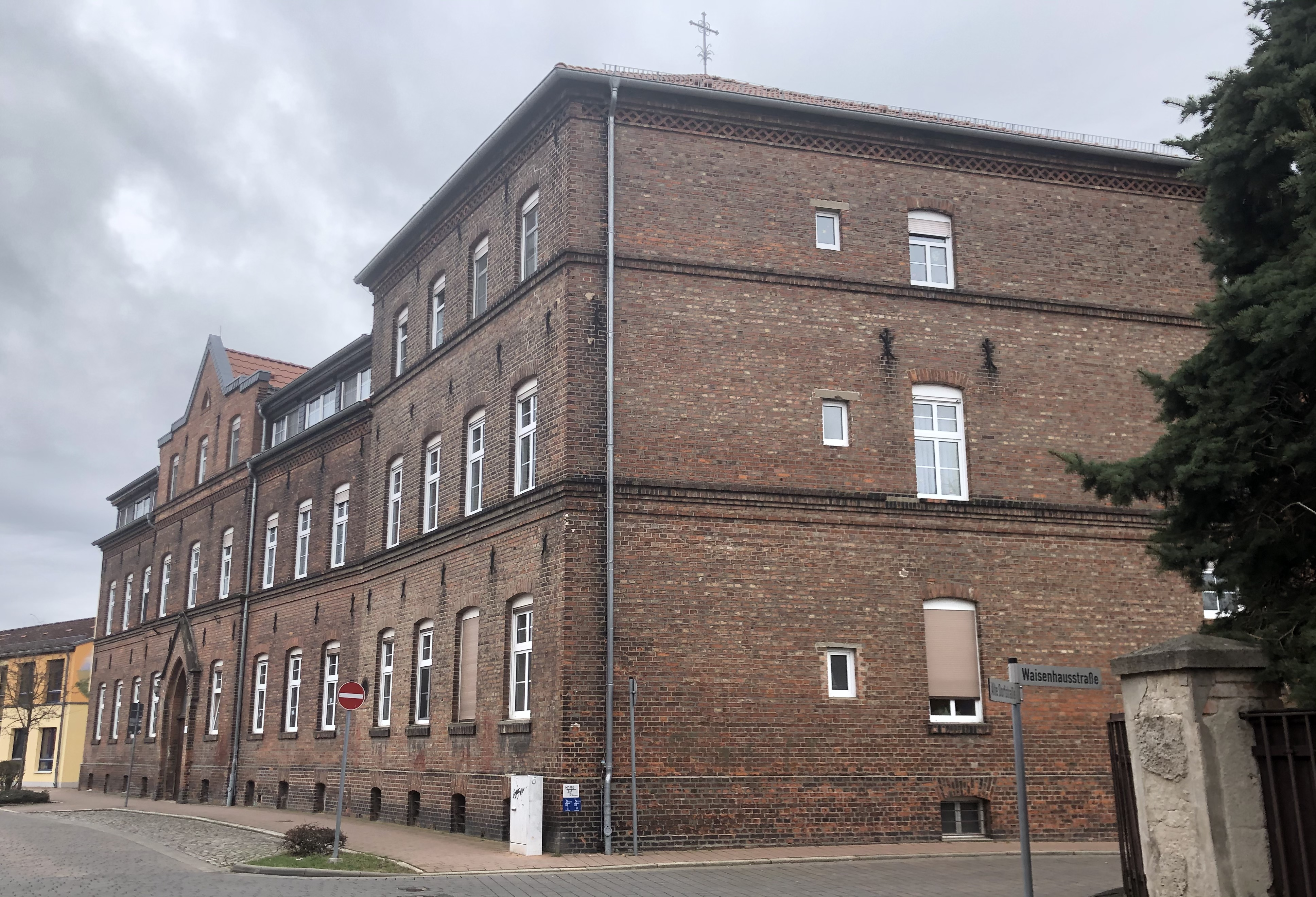
Alte Dorfstraße 10

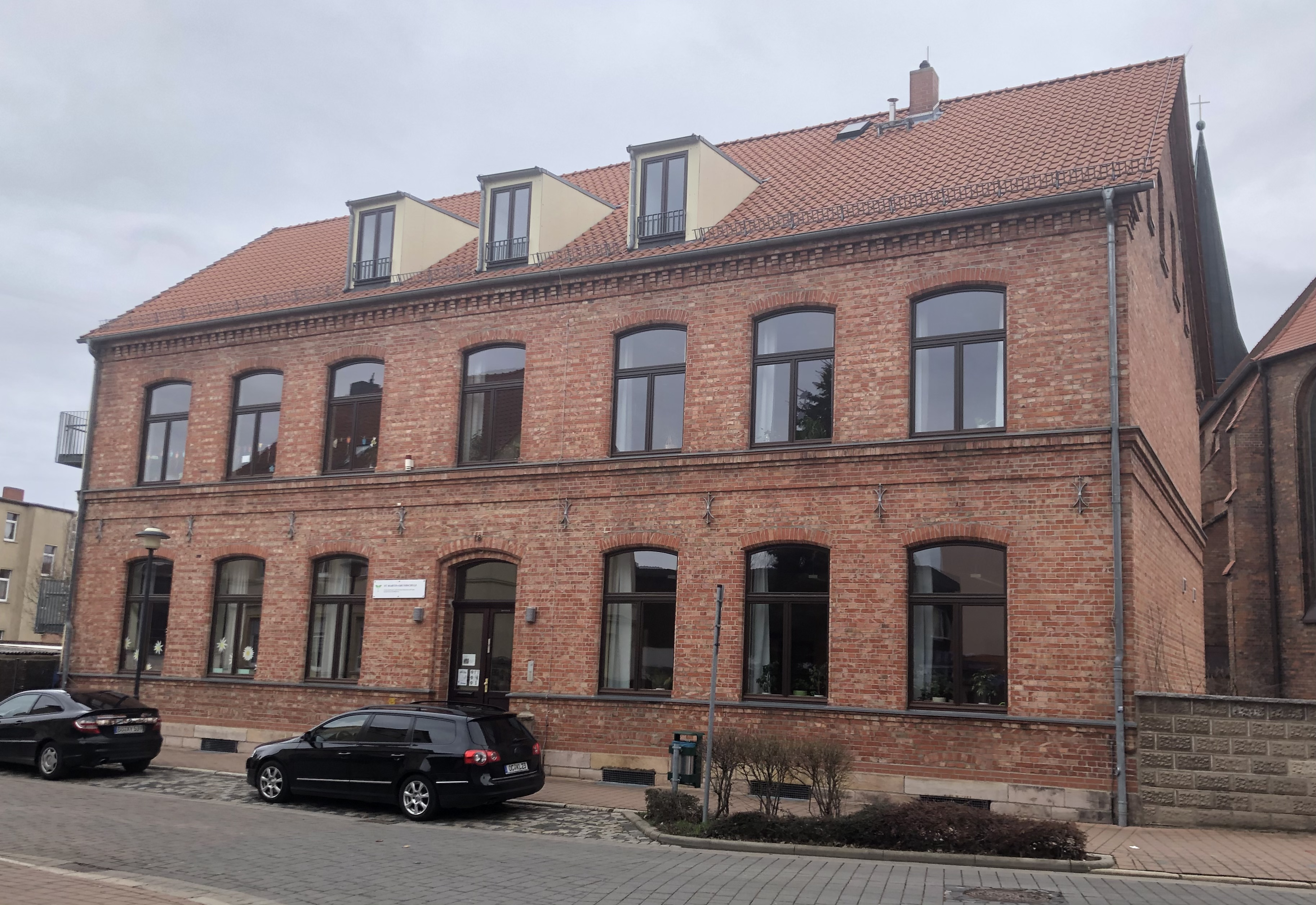
Schule, Alte Dorfstraße 18

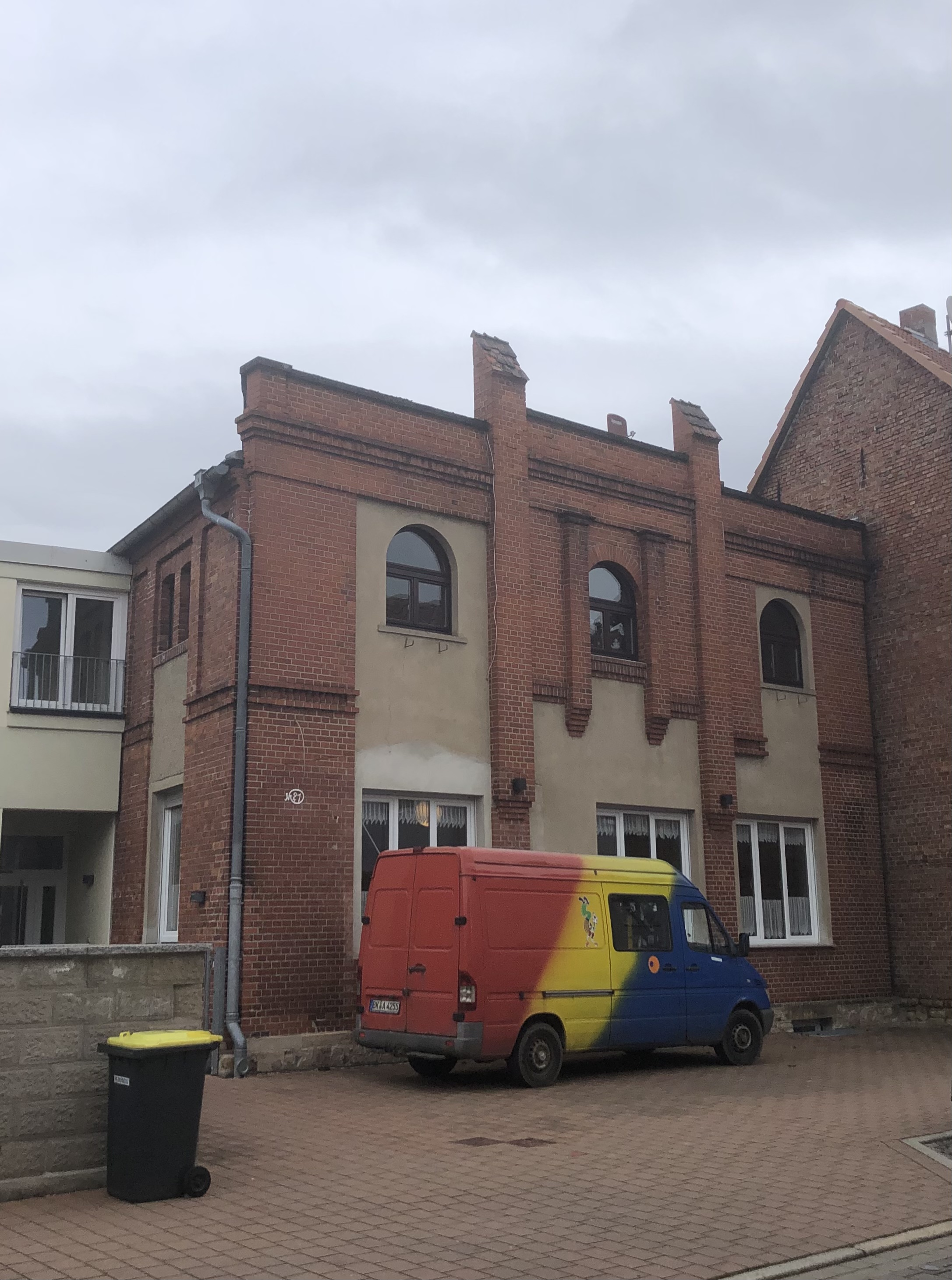
Alte Dorfstraße 21

Alte Dorfstraße 10, 18, 21 ist die im Denkmalverzeichnis eingetragene Bezeichnung für eine denkmalgeschützte Häusergruppe in der Stadt Oschersleben (Bode) in Sachsen-Anhalt.

## Lage
Sie befindet sich westlich der Oscherslebener Altstadt, im Umfeld der katholischen St. Marien nördlich und südlich der Alten Dorfstraße.

## Architektur und Geschichte
Die Häusergruppe besteht aus drei Gebäuden, die jeweils eine Verbindung zur katholischen Kirchengemeinde haben und jeweils in Ziegelbauweise errichtet wurden. Die Gemeinde war durch die Zuwanderung aus katholischen Gebieten in der zweiten Hälfte des 19. Jahrhunderts während der Industrialisierung neu entstanden. Die Hausnummer 10 entstand als Waisen- und Schwesternhaus, während die Nummer 18 im Jahr 1892 als katholische Schule errichtet wurde. Noch heute befindet sich in diesem Gebäude eine Grundschule in katholischer Trägerschaft. Bei dem Haus Nummer 21 handelt es sich um das Gemeindehaus.
Im örtlichen Denkmalverzeichnis ist die Häusergruppe unter der Erfassungsnummer 094 98609 als Denkmalbereich eingetragen.